# Joan Garcia Pons
Joan Garcia Pons (Sallent, 4 de maig de 2001) és un futbolista professional català que juga com a porter al FC Barcelona. És internacional amb la selecció catalana i també amb la selecció espanyola fins al nivell sub-23.
Garcia va començar la seva carrera futbolística al CE Sallent abans d'unir-se al planter del RCD Espanyol. Va irrompre al primer equip i finalment es va establir com a porter titular de l'Espanyol. El juny de 2025, es va traslladar al Barça després que el club activés la seva clàusula de rescissió.

## Carrera de club

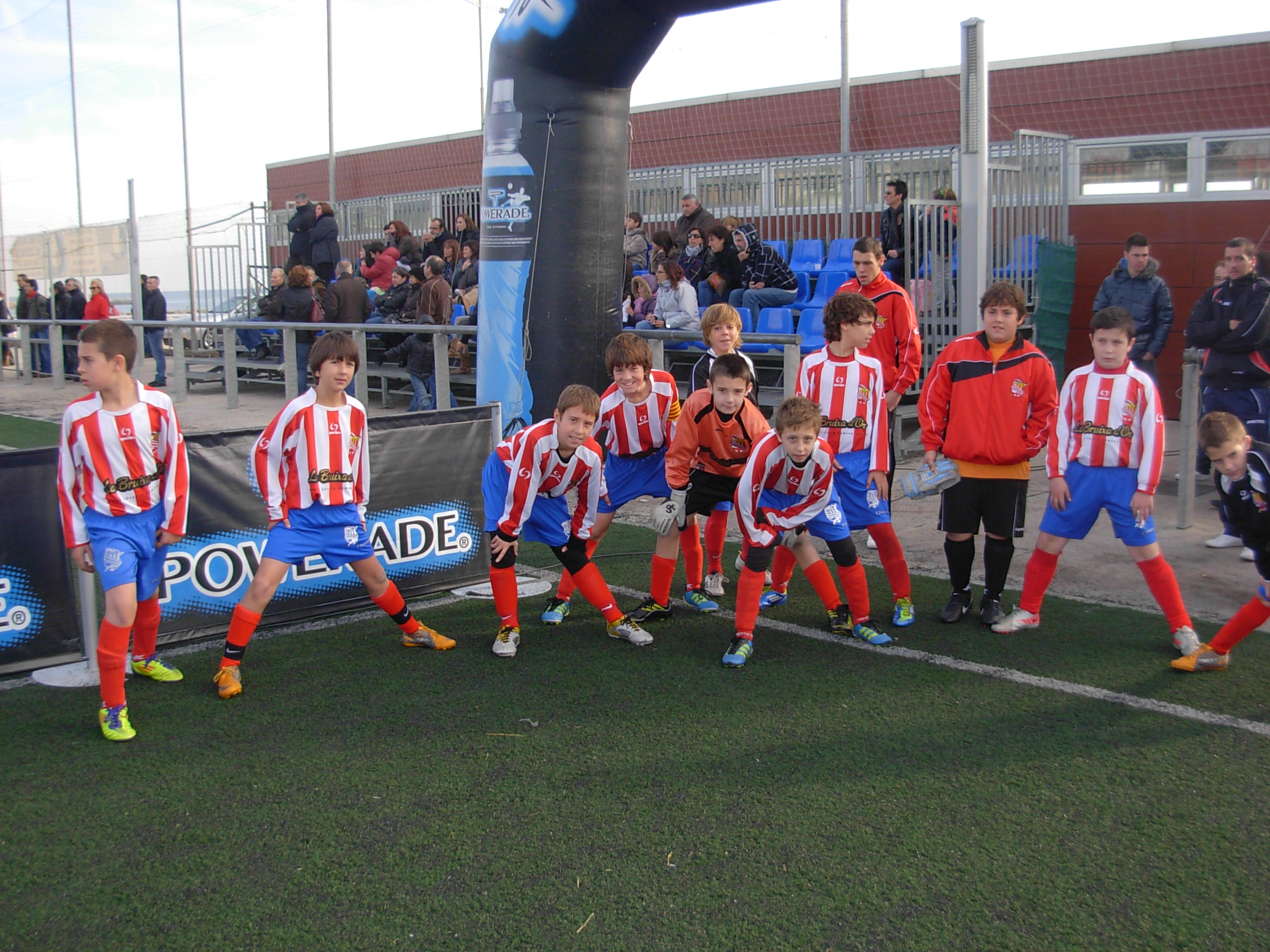

Nascut a Sallent, Catalunya, Garcia va començar la seva carrera al Centre d'Esports Sallent. Inicialment jugador de camp, es va veure influït pel seu germà gran per a moure's cap a la porteria. es va incorporar a 15 anys al planter del RCD Espanyol el 2016, després de representar el CF Damm i el CE Manresa la temporada 2011-2012.

### RCD Espanyol

#### Inicis i debut
Va fer el seu debut com a sènior amb el filial el 28 de setembre de 2019, començant com a titular en un empat a fora 1-1 contra el València CF Mestalla, en partit de Segona Divisió B. L'11 de febrer de 2020, Garcia va renovar amb els Pericos fins al 2025.
Va fer el seu debut amb el primer equip l'1 de desembre de 2021, com a titular en una victòria fora de casa per 3-2 davant el SD Solares-Medio Cudeyo a la Copa del Rei de la temporada. Garcia va debutar professionalment i a la primera divisió el 10 de gener de 2022, com a titular, en una derrota a casa per 1-2 contra l'Elx CF.

#### 2022–2024: Irrupció al primer equip
Després que el porter Oier Olazábal deixés el club el 29 de juny de 2022, Garcia va rebre la samarreta número u a la campanya 2022-23, (el seu número anterior era el 34). Durant la temporada, va fer de suplent a la Lliga, jugant tres partits de la Copa del Rei. El 4 de juny de 2023, l'últim dia de la campanya de lliga, Garcia va començar com a titular en un empat a casa per 3–3 a la Lliga contra la UD Almeria, tot i que l'Espanyol havia baixat a la Segona Divisió abans del partit. Va acabar la temporada amb 4 aparicions i 1 porteria a zero.
El 16 de novembre de 2023, l'Espanyol va anunciar que el club i Garcia havien arribat a un acord per ampliar el seu contracte fins al 30 de juny de 2028. El març de 2024, va esdevenir el porter titular dels Pericos a Segona Divisió. Garcia va acabar la 2023–24 amb 21 partits i 12 partits amb porteria a zero. ajudant l'Espanyol a aconseguir l'ascens a la Lliga a través dels play-offs. Després de guanyar el premi al jugador del mes del club durant tres mesos consecutius, de març a maig de 2024, Garcia va ser votat pels seguidors de l'Espanyol com a Jugador Masculí de la Temporada del club.

#### 2024–2025: Titularitat a La Lliga

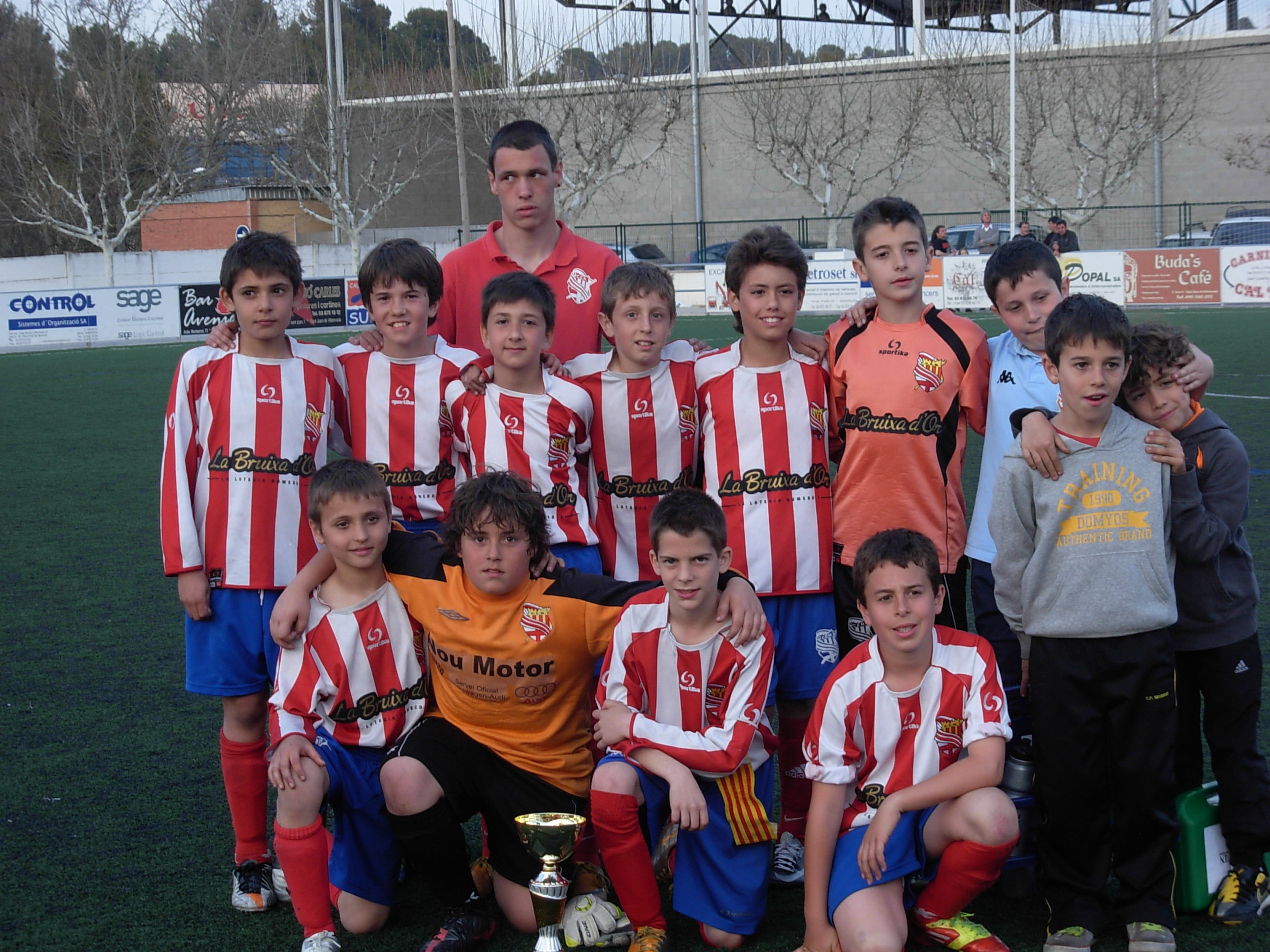
CE Manresa Aleví A, amb el porter Joan Garcia, abril de 2012.jpg (pàgina de descripció)

Garcia va continuar com a titular en partits de La Lliga durant la campanya 2024–25. El 28 d'agost de 2024, va fer set aturades per mantenir la seva porteria a zero a la Lliga en un empat a 0 fora de casa contra l'Atlètic de Madrid. Tres dies més tard, va ajudar l'Espanyol a aconseguir la seva primera victòria a la Lliga de la temporada, una victòria a casa per 2-1 contra el Rayo Vallecano. El 21 de setembre, Garcia va fer deu aturades, però no va ser suficient, ja que el seu equip va ser derrotat per 4-1 pel Reial Madrid a l'Estadi Santiago Bernabéu. En un partit fora de casa contra el Reial Betis el 29 de setembre, va tornar a fer deu aturades, inclosa una aturada de penal, però no va poder evitar una tercera derrota consecutiva dels Pericos.
El 3 de novembre, Garcia va jugar el seu primer derbi barceloní i va fer sis aturades, en la derrota de l'Espanyol per 3-1 contra el seu rival local FC Barcelona a l'Estadi Olímpic de Barcelona. En un altre derbi català el 23 de novembre, no va poder evitar que el Girona FC marqués quatre gols en els primers 30 minuts, i els Pericos finalment van perdre per 4-1 a l'Estadi de Montilivi. El 14 de desembre, Garcia va aconseguir el seu primer partit a zero a la Lliga a casa sense fer cap aturada en un empat a zero contra el CA Osasuna. Després de patir l'onzena derrota en divuit partits de lliga aquesta temporada, l'Espanyol va arribar a les vacances d'hivern en la divuitena posició de la Lliga, a només tres punts de la cua de la taula.
L'1 de febrer de 2025, Garcia va fer una exhibició com a millor jugador del partit amb set aturades, ajudant l'Espanyol a guanyar el líder de la lliga, el Reial Madrid, per 1-0 a l'Estadi RCDE, i aconseguint la seva tercera porteria a zero de la temporada. En un partit fora de casa contra la Reial Societat el 9 de febrer, va fer una aturada amb el peu per impedir la progressió de Luka Sučić, que més tard guanyaria el premi a l'Aturada del Mes de la primera divisió Espanyola de Futbol del febrer. En una victòria per 1-0 contra l'Alavés el 22 de febrer, Garcia va fer quatre aturades, ajudant els Pericos a posar fi a la seva llarga espera per aconseguir la primera victòria fora de casa a la Lliga de la temporada.
El 10 de març, Garcia va fer una aturada crucial per evitar una volea de Yangel Herrera en un partit a casa contra el Girona que li va valer el segon premi Aturada del Mes de la primera divisió Espanyola de Futbol del març. En aconseguir aquest honor, va esdevenir el primer jugador a guanyar el premi en mesos consecutius. En un partit fora de casa contra el RCD Mallorca el 15 de març, Garcia va aturar dos penals de Vedat Muriqi i Abdón Prats, però el d'aquest últim va ser repetit després que el VAR considerés que un jugador de l'Espanyol havia entrat a l'àrea prematurament, i el Mallorca finalment va guanyar per 2-1 superant Garcia des del punt de penal al tercer intent. El 4 d'abril, Garcia va mantenir la seva porteria a zero per cinquena vegada de la temporada amb cinc aturades en un triomf per 4-0 fora de casa contra el Rayo Vallecano. Mercès a les seves bones actuacions, al final de Primera divisió espanyola de futbol 2024-25 es va especular amb el seu fitxatge pel Barça.

### FC Barcelona
El 13 de juny de 2025 es va anunciar que el Barça havia pagat la clàusula de rescissió de 25 milions d'euros, i signaria contracte amb els blaugranes fins al 2031. El fitxatge posava fi a 31 anys sense cap incorporació directa des del club blanc-i-blau al Barça. El 18 de juny 2025 l'Espanyol va confirmar oficialment la marxa del jugador. Posteriorment el FC Barcelona anunciaria el contrate fins al 2031.
Després d'haver fet una bona gira de pretemporada, i d'haver-se presentat a l'afició al al Gamper (victòria per 5 a 0 contra el Como 1907 a l'estadi Johan Cruyff) va debutar en lliga amb el Barça la temporada 2025-26 en la primera jornada, contra el Reial Mallorca a Son Moix, en una victòria per 0-3, en què va provocar una expulsió d'un rival, Vedat Muriqi, que li va donar una puntada de peu a la cara.

## Internacional

### Catalunya
El 28 de maig de 2025 va disputar amb la selecció catalana el partit contra Costa Rica, en què va debutar amb la selecció, en una victòria per 2 a 0 a l'Estadi Johan Cruyff.

### Espanya
Garcia és internacional juvenil amb la selecció espanyola, i ha representat Espanya des del nivell sub-17 al sub-21. El juliol de 2024, va ser seleccionat per a la selecció espanyola sub-23 per als Jocs Olímpics d'estiu de 2024. L'equip acabaria guanyant la medalla d'or olímpica a la competició de futbol masculí dels Jocs Olímpics.

## Estadístiques

### Club
Actualitzat a l'últim partit disputat el 25 de maig de 2025.
| Club           | Temporada     | Lliga         | Lliga | Lliga | Copa  | Copa | Altres | Altres | Total | Total |
| Club           | Temporada     | Divisió       | Part. | Gols  | Part. | Gols | Part.  | Gols   | Part. | Gols  |
| -------------- | ------------- | ------------- | ----- | ----- | ----- | ---- | ------ | ------ | ----- | ----- |
| RCD Espanyol B | 2019–20       | 2a Divisió B  | 2     | 0     | —     | —    | —      | —      | 2     | 0     |
| RCD Espanyol B | 2020–21       | 2a Divisió B  | 15    | 0     | —     | —    | —      | —      | 15    | 0     |
| RCD Espanyol B | Total         | Total         | 17    | 0     | —     | —    | —      | —      | 17    | 0     |
| RCD Espanyol   | 2021–22       | La Liga       | 2     | 0     | 2     | 0    | —      | —      | 4     | 0     |
| RCD Espanyol   | 2022–23       | La Liga       | 1     | 0     | 3     | 0    | —      | —      | 4     | 0     |
| RCD Espanyol   | 2023–24       | 2a Divisió    | 14    | 0     | 3     | 0    | 4      | 0      | 21    | 0     |
| RCD Espanyol   | 2024–25       | La Liga       | 38    | 0     | 0     | 0    | —      | —      | 38    | 0     |
| RCD Espanyol   | Total         | Total         | 55    | 0     | 8     | 0    | 4      | 0      | 67    | 0     |
| Total carrera  | Total carrera | Total carrera | 72    | 0     | 8     | 0    | 4      | 0      | 84    | 0     |

1. ↑  Partits en play-offs de 2a Divisió

## Palmarès
Selecció espanyola
- 1 Medalla d'or en els Jocs Olímpics: 2024[85]